# Liste de revues de biologie
Cette liste répertorie des revues de biologie.
- Haut – A
- B
- C
- D
- E
- F
- G
- H
- I
- J
- K
- L
- M
- N
- O
- P
- Q
- R
- S
- T
- U
- V
- W
- X
- Y
- Z

| Titre                                                      | Abréviation                        | Thématique                           | Année de fondation | Parution(s) par an |
| ---------------------------------------------------------- | ---------------------------------- | ------------------------------------ | ------------------ | ------------------ |
| A                                                          | A                                  | A                                    | A                  | A                  |
| American Journal of Human Genetics                         | Am. J. Hum. Genet.                 | Génétique humaine                    | 1949               | 12                 |
| B                                                          | B                                  | B                                    | B                  | B                  |
| Biological Bulletin                                        | Biol. Bull.                        | Développement et évolution           | 1897               | 24                 |
| Blood Cells, Molecules & Diseases                          | Blood Cells Mol. Dis.              | Biologie cellulaire                  | 1995               | 6                  |
| BMC Immunology                                             | BMC Immunol.                       | Immunologie                          | 2000               | 1                  |
| C                                                          | C                                  | C                                    | C                  | C                  |
| Cell                                                       | Cell                               | Biologie cellulaire                  | 1974               | 26                 |
| Cellular Immunology                                        | Cell. Immunol.                     | Immunologie                          | 1970               | 12                 |
| Cellular Microbiology                                      | Cell. Microbiol.                   | Biologie cellulaire et microbiologie | 1999               | 12                 |
| Contributions to Microbiology                              | Contrib. Microbiol.                | Microbiologie                        | 1998               | 1                  |
| Contributions to Microbiology and Immunology               | Contrib. Microbiol. Immunol.       | Microbiologie et immunologie         | 1973               | -                  |
| Crustaceana                                                | Crustaceana                        | Biologie des crustacés               | 1960               | 11                 |
| D                                                          | D                                  | D                                    | D                  | D                  |
| Developmental and Comparative Immunology                   | Dev. Comp. Immunol.                | Immunologie                          | 1977               | 12                 |
| Die Naturwissenschaften                                    | Naturwissenschaften                | Généraliste                          | 1913               | 12                 |
| E                                                          | E                                  | E                                    | E                  | E                  |
| Ecography                                                  | Ecography                          | Écologie                             | 1992               | 6                  |
| Ecological Monographs                                      | Ecol Monogr                        | Écologie                             | 1931               | 4                  |
| Ecology                                                    | Ecology                            | Écologie                             | 1920               | 12                 |
| Experimental Cell Research                                 | Exp. Cell Res.                     | Biologie cellulaire                  | 1950               | 20                 |
| F                                                          | F                                  | F                                    | F                  | F                  |
| Fish and Shellfish Immunology                              | Fish Shellfish Immunol.            | Immunologie                          | 1991               | 12                 |
| Frontiers in Zoology                                       | Front. Zool.                       | Zoologie                             | 2004               | 1                  |
| G                                                          | G                                  | G                                    | G                  | G                  |
| Gene                                                       | Gene                               | Génétique                            | 1976               | 24                 |
| Genes, Brain and Behavior                                  | Genes Brain Behav.                 | Neurogénétique comportementale       | 2002               | 8                  |
| Genetics                                                   | Genetics                           | Génétique                            | 1916               | 12                 |
| H                                                          | H                                  | H                                    | H                  | H                  |
| Heredity                                                   | Heredity                           | Généraliste                          | 1947               | 12                 |
| I                                                          | I                                  | I                                    | I                  | I                  |
| Immune Network                                             | Immune Netw                        | Immunologie                          | 2001               | -                  |
| Immunity (en)                                              | Immunity                           | Immunologie                          | 1994               | 12                 |
| Immunobiology                                              | Immunobiology                      | Immunologie                          | 1979               | 8                  |
| Immunology and Cell Biology                                | Immunol. Cell Biol.                | Immunologie et biologie cellulaire   | 1987               | 8                  |
| Infection and Immunity                                     | Infect. Immun.                     | Immunologie                          | 1970               | 12                 |
| Innate immunité                                            | Innate Immun.                      | Immunologie                          | 2008               | 6                  |
| J                                                          | J                                  | J                                    | J                  | J                  |
| Journal of Artificial Organs                               |                                    | Organes et systèmes artificiels      | 1977               | 12                 |
| Journal of the Academy of Natural Sciences of Philadelphia | -                                  | Écologie et Zoologie                 | 1817               | -                  |
| Journal of Acquired Immune Deficiency Syndromes            | J. Acquir. Immune Defic. Syndr.    | Immunologie et SIDA                  | 1988               | -                  |
| Journal of Acquired Immune Deficiency Syndromes (1999)     | J. Acquir. Immune Defic. Syndr.    | Immunologie et SIDA                  | 1988               | -                  |
| Journal of Computational Biology                           | J. Comput. Biol.                   | Biologie numérique                   | 1994               | 12                 |
| Journal of Crustacean Biology                              | J. Crust. Biol.                    | Biologie des crustacés               | 1981               | 4                  |
| Journal of the Egyptian Society of Parasitology            | J. Egypt. Soc. Parasitol.          | Parasitologie                        | 1970               | 3                  |
| Journal of Genetics                                        | J. Genet.                          | Génétique                            | 1910               | 3                  |
| Journal of Helminthology                                   | J. Helminthol.                     | Helminthologie                       | 1923               | 4                  |
| Journal of Heredity                                        | J. Hered.                          | Génétique                            | 1903               | 24                 |
| Journal of Immune Based Therapies and Vaccines             | J. Immune Based Ther. Vaccines     | Immunologie                          | 2003               | -                  |
| Journal of Innate Immunity                                 | J. Innate Immun.                   | Immunologue                          | 2009               | 6                  |
| Journal of Invertebrate Pathology                          | J. Invertebr. Pathol.              | Généraliste                          | 1965               | -                  |
| Journal of Molluscan Studies                               | J. Molluscan Stud.                 | Biologie des mollusques              | 1976               | 4                  |
| Journal of parasitology                                    | J. Parasitol.                      | Parasitologie                        | 1914               | 24                 |
| M                                                          | M                                  | M                                    | M                  | M                  |
| Malacologia                                                | Malacologia                        | Biologie des mollusque               | 1962               | -                  |
| Malacological review                                       | Malacological review               | Biologie des mollusques              | 1968               | 2                  |
| Microbes and Infection                                     | Microbes Infect.                   | Immunologie                          | 1999               | 15                 |
| Molecular and Cellular Probes                              | Mol. Cell. Probes                  | Biologie moléculaire                 | 1987               | 6                  |
| N                                                          | N                                  | N                                    | N                  | N                  |
| Natural Immunity                                           | Nat. Immun.                        | Immunologie                          | 1992               | -                  |
| P                                                          | P                                  | P                                    | P                  | P                  |
| Parasite Immunology                                        | Parasite Immunol.                  | Immunologie                          | 1979               | 12                 |
| PLoS Biology                                               | PLoS Biol.                         | Généraliste                          | 2003               | 12                 |
| PLoS Clinical Trials                                       | PLoS Clin. Trials                  | Comptes rendus cliniques             | 2006               | -                  |
| PLoS Computational Biology                                 | PLoS Comput. Biol.                 | Bioinformatique                      | 2005               | 12                 |
| PLoS Currents                                              | PLoS Curr.                         | -                                    | 2009               | -                  |
| PLoS Genetics                                              | PLoS Genet.                        | Génétique                            | 2005               | 12                 |
| PLoS Medicine                                              | PLoS Med.                          | Médecine                             | 2004               | 12                 |
| PLoS One                                                   | PLoS One                           | Généraliste                          | 2006               | 12                 |
| PLoS Neglected Tropical Diseases                           | PLoS Negl. Trop. Dis.              | Maladies tropicales                  | 2007               | 12                 |
| PLoS Pathogens                                             | PLoS Pathog.                       | Microbiologie                        | 2005               | 12                 |
| Proceedings of the Royal Society of London. Series B       | Proc. R. Soc. Lond., B, Biol. Sci. | Généraliste                          | 1905               | 12                 |